# Pociąg służbowy
Pociąg służbowy – pociąg pasażerski wykonujący przejazd bez pasażerów między stacją postojową a przewidzianą w rozkładzie jazdy stacją początkową lub końcową, pociąg z wagonami do naprawy i z naprawy lub pociąg próbny po naprawie.